# 真颊螨属
真颊螨属（学名：Eutogenes）为肉食螨科的一个属。

## 下级分类
本属包括以下物种：
- Eutogenes foxi Baker[1]